# Aleš Mandous
Aleš Mandous, né le 21 avril 1992 à Nekmíř en Tchéquie, est un footballeur international tchèque qui évolue au poste de gardien de but au Slavia Prague.

## Biographie

### Carrière en club

#### Débuts professionnels
Né à Nekmíř en Tchéquie, Aleš Mandous est formé par le Viktoria Plzeň. Il n'y joue qu'un seul match avant d'être prêté au Bohemians Střížkov puis au FK Baník Most.
En juillet 2015, il est rejoint librement le club slovaque du MŠK Žilina, où il est davantage utilisé avec l'équipe B, qui évolue en deuxième division.

#### SK Sigma Olomouc
En juillet 2018 il fait son retour en Tchéquie en signant avec le Sigma Olomouc. Il joue son premier match le 27 avril 2019, lors d'une rencontre de championnat face au SK Slavia Prague. Il est titularisé lors de cette rencontre perdue par son équipe (2-1). Il a un rôle de troisième gardien dans la hiérarchie derrière Miloš Buchta (en) et Michal Reichl (en), mais avec la blessure du premier nommé et les prestations peu convaincantes du second, il parvient à s'imposer dans le but du Sigma Olomouc à partir de 2019 et devient finalement titulaire.
Le 7 février 2020 il prolonge son contrat jusqu'en 2023 avec le Sigma Olomouc.

#### SK Slavia Prague
Le 12 juillet 2021, Aleš Mandous s'engage en faveur du Slavia Prague. Il signe un contrat de cinq ans, soit jusqu'en juin 2026,.

### En équipe nationale
Aleš Mandous compte une sélection avec l'équipe de Tchéquie espoirs, obtenues le 4 juin 2013 face à l'Autriche. Il est titularisé et son équipe s'incline ce jour-là (0-3).
Le 7 septembre 2020, il honore sa première sélection avec l'équipe nationale de Tchéquie en étant titularisé contre l'Écosse. Son équipe s'incline par deux buts à un ce jour-là.